# Uniwersytet Kiusiu
Uniwersytet Kiusiu (jap. 九州大学 Kyūshū Daigaku) lub w skrócie Kyudai (jap. 九大 Kyūdai) – największy japoński uniwersytet państwowy na wyspie Kiusiu (Kyūshū), w mieście Fukuoka.

## Historia
Uniwersytet Kiusiu został założony w 1911 roku jako Cesarski Uniwersytet Kiusiu, powstały z przekształcenia Szkoły Medycznej w Fukuoce, utworzonej w 1903 roku, pierwotnie związanej z Cesarskim Uniwersytetem w Kioto. W 1947 roku nazwa uczelni została zmieniona na Uniwersytet Kiusiu. 
Kampusy Uniwersytetu Kiusiu noszą nazwy: Beppu, Byōin (Szpital), Chikushi, Itō, Ōhashi. Były kampus Hakozaki jest w przebudowie na Smart City (park nowoczesnych technologii).
Uczelnia kształci około 20 000 studentów i zatrudnia około 2300 pracowników naukowych. Według rankingu QS University Rankings w 2011 Uniwersytet Kiusiu był jednym z 20 najlepszych uniwersytetów na terenie Azji i zajmował 122. miejsce na świecie.

## Galeria

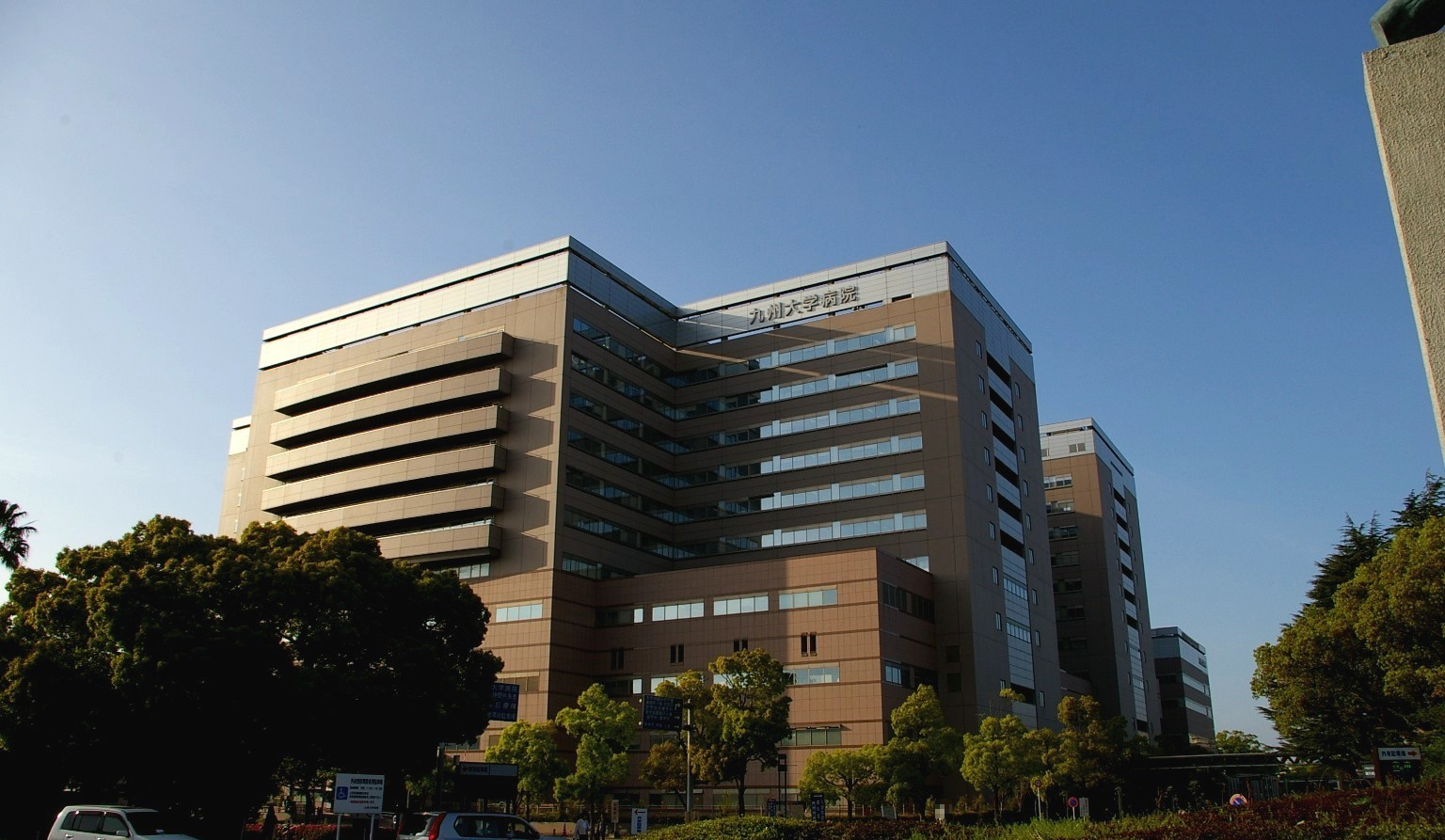
Szpital Uniwersytetu Kiusiu
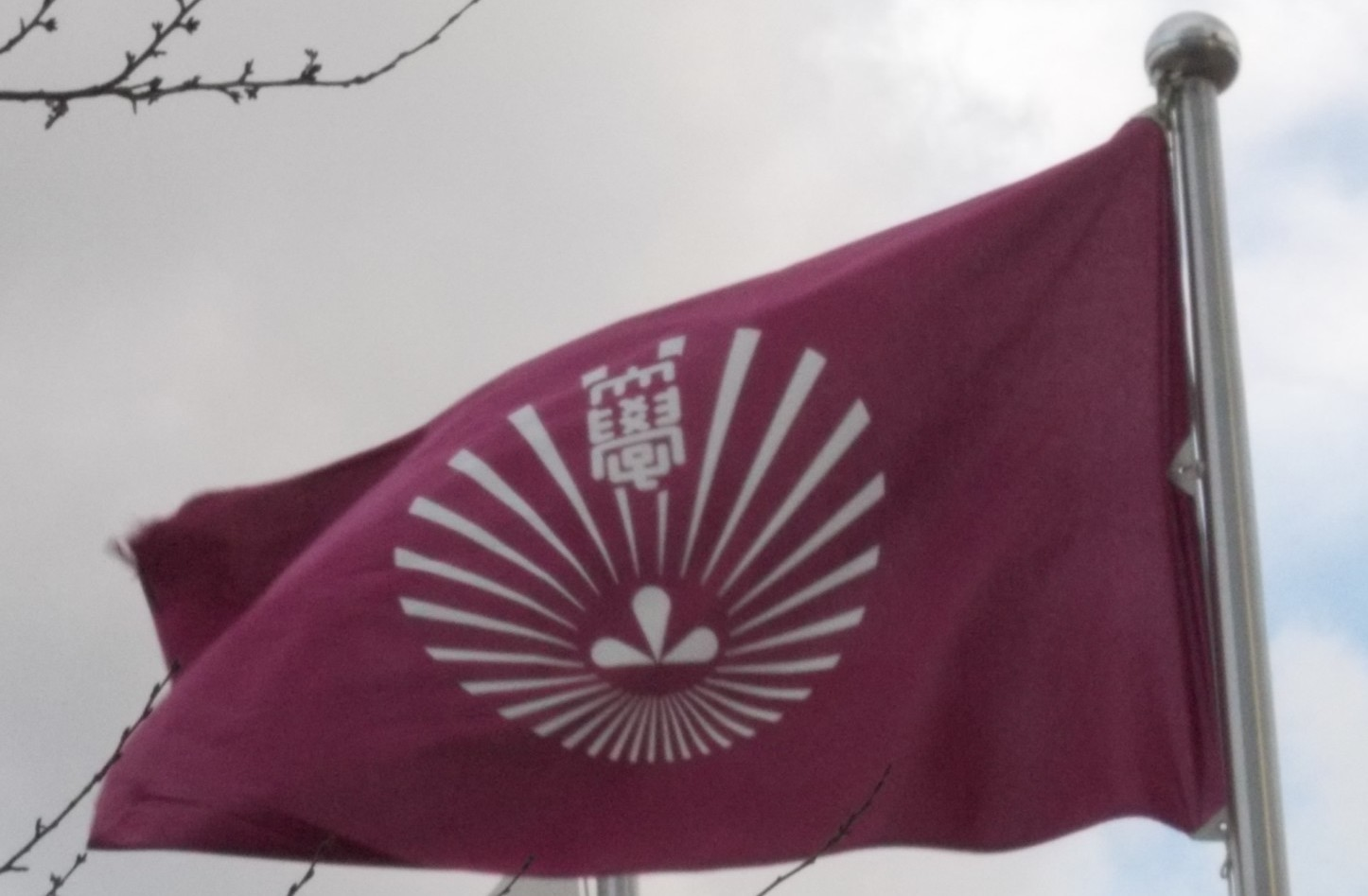
Flaga uczelni
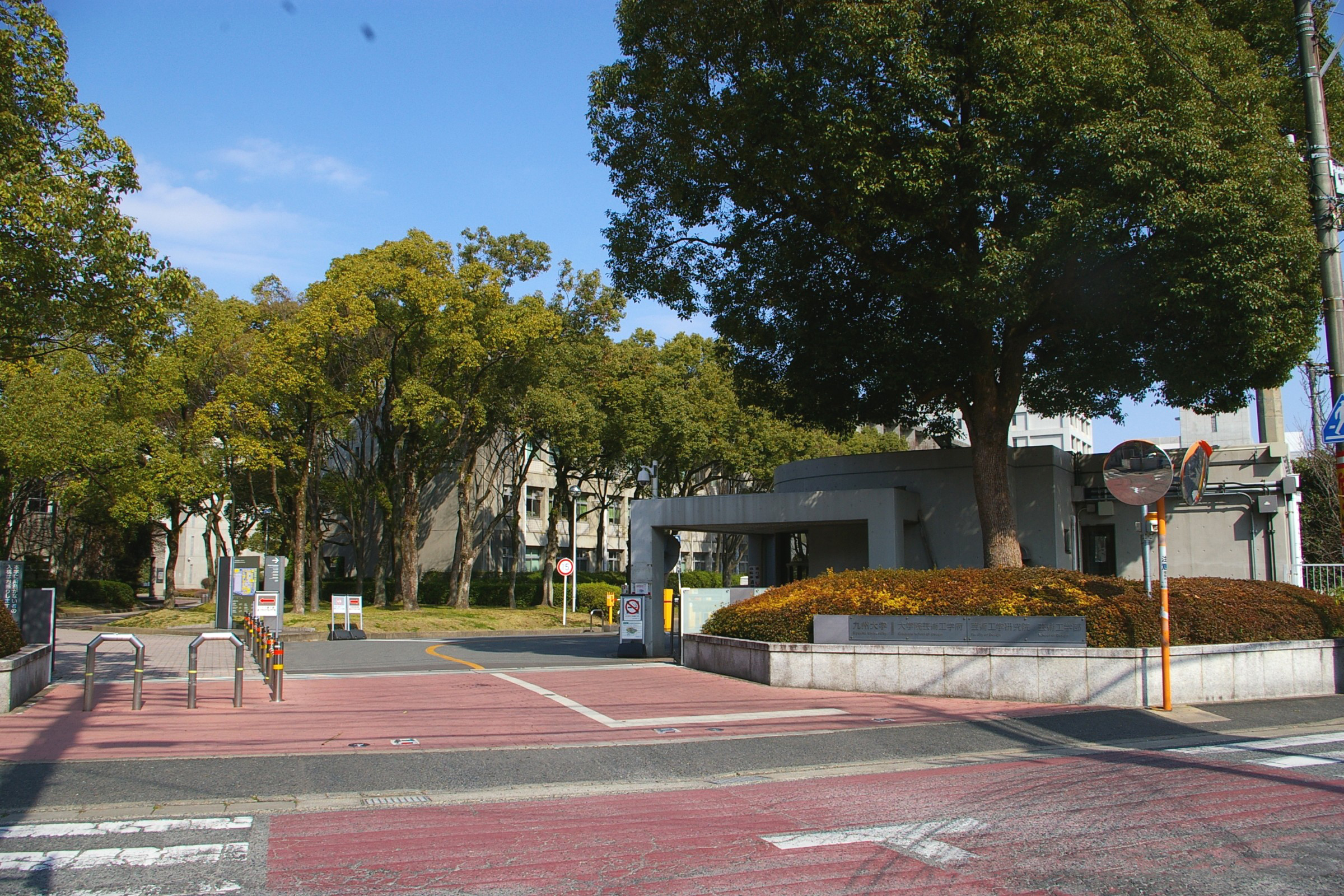
Kampus Ōhashi
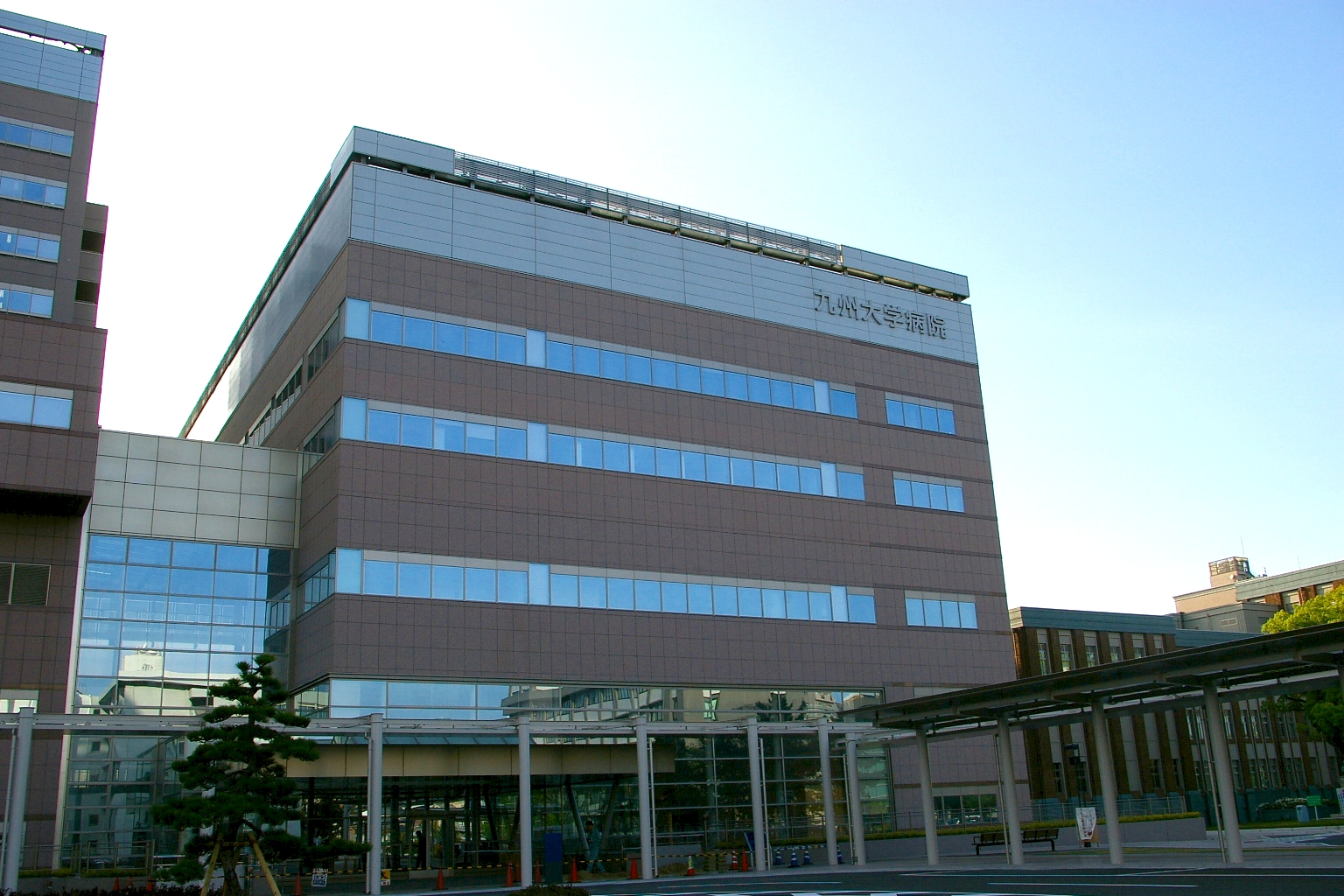
Nowy budynek szpitalny